# Abused Majesty
Abused Majesty – polska grupa wykonująca muzykę z pogranicza black i death metalu. Powstała w 1998 roku w Białymstoku. W 2011 roku zespół zawiesił działalność.

## Historia
Grupa powstała w październiku 1998 roku w Białymstoku z inicjatywy perkusisty Łukasza „Icanraza” Sarnackiego i gitarzystów Socarisa i Łukasza „Lucasa” Musiuka. Wkrótce potem dołączyli wokalista Khopik i basista Wierzba. W styczniu 1999 roku odbył się pierwszy występ grupy. W sierpniu tego samego roku w białostockim Hertz Studio zespół nagrał debiutanckie demo Thee I Worship. Na wydawnictwie znalazły się cztery kompozycje utrzymane w stylistyce black i death metalu. W 2001 roku ukazało się drugie demo Abused Majesty zatytułowane Gods Are with Us. W 2002 roku z zespołu odszedł Lucas, którego zastąpił Marek „Maar” Przybyłowski.
Pod koniec 2003 roku muzycy rozpoczęli prace nad debiutanckim albumem roboczo zatytułowanym The Crown of Serpentine King. W 2004 roku został wydany pierwszy album grupy pt. Serpenthrone. Płyta wydana przez firmę Empire Records została nagrana w Hertz Studio. Rok później zespół opuścili Socaris, Przybyłowski i Wasiak. Nowym gitarzystą został Robert „Rob-D” Danielski, natomiast stanowisko klawiszowca sesyjnie objął Wacław „Vac-V” Borowiec. W 2006 roku ukazało się trzecie demo Abused Majesty pt. Crusade for Immortality. W 2008 roku nakładem wytwórni muzycznej Empire Records ukazał się drugi album studyjny formacji pt. ...So Man Created God in His Own Image. Okładkę wydawnictwo namalował grecki artysta Seth Siro Anton. Rok później firma Witching Hour Productions wydała reedycję płyty.

## Muzycy
| Obecny skład zespołu - Tomasz „Hal” Halicki – śpiew, gitara basowa (2001-2011) - Paweł „P” Bartulewicz – gitara (2010-2011) - Ilia Stiepanow – gitara (2010-2011) Muzycy sesyjni - Wacław „Vac-V” Borowiec – instrumenty klawiszowe (2006, 2007) - Wojciech „Flumen” Kostrzewa – instrumenty klawiszowe (2007) Muzycy koncertowi - Łukasz Bielemuk – gitara | Byli członkowie - Robert „Rob-D” Danielski – gitara - Łukasz „Icanraz” Sarnacki – perkusja (1998-2011) - Khopik – śpiew (1998-1999) - Adam „Zyzio” Zyskowski – śpiew (2001-2002) - Łukasz „Lucas” Musiuk – gitara (1998-2002) - Adam „Socaris” Wasilewski – gitara (1998-2005) - Marek „Maar” Przybyłowski – gitara, śpiew (2002-2005) - Dariusz „Yanuary” Styczeń – gitara - Wierzba – gitara basowa (1998-1999) - Sławek – gitara basowa (1999) - Marcin „Dracula” Sidz – gitara basowa (1999-2000) - Kojot – gitara basowa (2000-2001) - Grzegorz „Ghaez” Wasiak – instrumenty klawiszowe, śpiew (1999-2005) |

## Dyskografia
Albumy studyjne
- Serpenthrone (2004, Empire Records, Adipocere Records)
- ...So Man Created God in His Own Image (2008, Empire Records; 2009, Witching Hour Productions)

Dema
- Thee I Worship (1999, wydanie własne)
- Gods Are with Us (2001, wydanie własne)
- Crusade for Immortality (2006, wydanie własne)

Kompilacje różnych wykonawców
- The Dark Side of the Blues – A Tribute To Danzig (2010, Black Fox Records)[4]